# Lekkoatletyka na Letnich Igrzyskach Olimpijskich 1924 – trójskok mężczyzn
Trójskok mężczyzn – był jedną z konkurencji lekkoatletycznych rozgrywanych podczas igrzysk olimpijskich w Paryżu. Zawody odbyły się w dniu 12 lipca 1924 roku na Stade olympique Yves-du-Manoir. Wystartowało 20 zawodników z 12 krajów.

## Rekordy
Tabela uwzględnia rekordy uzyskane przed rozpoczęciem rywalizacji.
|                   | Zawodnik        | Wynik | Miejsce   | Data          |
| ----------------- | --------------- | ----- | --------- | ------------- |
| Rekord świata     | Dan Ahearn      | 15,52 | Nowy Jork | 30 maja 1924  |
| Rekord olimpijski | Timothy Ahearne | 14,92 | Londyn    | 25 lipca 1908 |

## Wyniki

### Eliminacje
Rywalizowano w dwóch grupach eliminacyjnych. Do finału awansowało sześciu najlepszych zawodników z obu grup eliminacyjnych.  
| Pozycja | Grupa el. | Zawodnik               | Wynik  | Uwagi |
| ------- | --------- | ---------------------- | ------ | ----- |
| 1.      | 1         | Luis Brunetto          | 15,425 | Q     |
| 2.      | 2         | Nick Winter            | 15,18  | Q     |
| 3.      | 2         | Folke Jansson          | 14,97  | Q     |
| 4.      | 1         | Väinö Rainio           | 14,94  | Q     |
| 5.      | 2         | Vilho Tuulos           | 14,84  | Q     |
| 6.      | 1         | Mikio Oda              | 14,35  | Q     |
| 7.      | 1         | Earle Wilson           | 14,235 |       |
| 8.      | 1         | Ivar Sahlin            | 14,16  |       |
| 9.      | 2         | Merwin Graham          | 14,00  |       |
| 10.     | 2         | John O’Connor          | 13,99  |       |
| 11.     | 1         | Wim Peters             | 13,86  |       |
| 12.     | 2         | John Odde              | 13,40  |       |
| 13.     | 2         | Jack Higginson         | 13,34  |       |
| 14.     | 1         | Philip MacDonald       | 13,33  |       |
| 15.     | 1         | Harold Langley         | 12,74  |       |
| 16.     | 2         | Ross Sheppard          | 12,72  |       |
| 17.     | 2         | Louis Wilhelme         | 12,66  |       |
| 18.     | 1         | Kirił Petrunow         | 12,015 |       |
| -       | 1         | William DeHart Hubbard | NM     |       |
| -       | 1         | André Clayeux          | NM     |       |

### Finał
| Pozycja | Zawodnik      | Wynik  |
| ------- | ------------- | ------ |
| 1.      | Nick Winter   | 15,525 |
| 2.      | Luis Brunetto | 15,425 |
| 3.      | Vilho Tuulos  | 15,37  |
| 4.      | Väinö Rainio  | 15,01  |
| 5.      | Folke Jansson | 14,97  |
| 6.      | Mikio Oda     | 14,35  |